# Ralph Mecredy
Ralph Jack Richard Mecredy (12 de julho de 1888 — 1968) foi um ciclista irlandês que competiu nos Jogos Olímpicos de 1912, em Estocolmo.